# 1977年の日本公開映画
29日
- 映画 > 映画の一覧 > 年度別日本公開映画 > 1977年の日本公開映画
- 映画 > 1977年の映画 > 1977年の日本公開映画

1977年の日本公開映画（1977ねんのにほんこうかいえいが）では、1977年（昭和52年）1月1日から同年12月31日までに日本で商業公開された映画の一覧を記載。作品名の右の丸括弧内は製作国を示す。
記載の凡例については年度別日本公開映画#凡例を参照

## 作品一覧

### 1月
- 8日
  - 第3逃亡者 （ イギリス）
- 15日
  - ウィークエンド （ カナダ）
  - 激走!5000キロ （ アメリカ合衆国）
  - ダウンタウン物語 （ イギリス /  アメリカ合衆国）
- 21日
  - カスパー・ハウザーの謎 （ 西ドイツ）
- 22日
  - アラスカ物語 （ 日本）
  - 巨大生物の島 （ アメリカ合衆国 /  カナダ）
  - やくざ戦争 日本の首領 （ 日本）
- 26日
  - さすらい （ ドイツ）
- 27日
  - まわり道 （ ドイツ）
- 29日
  - ネットワーク （ アメリカ合衆国）

### 2月
- 11日
  - 激殺! 邪道拳 （ 日本 /  イギリス領香港 /  タイ）
  - サウス・ダコタの戦い （ アメリカ合衆国）
  - 青春の門 自立篇 （ 日本）
  - 地球に落ちて来た男 （ イギリス）
  - ホワイトロック （ イギリス）
  - リーインカーネーション （ アメリカ合衆国）
- 19日
  - アドベンチャー・ファミリー （ アメリカ合衆国）
  - サイレント・ムービー （ アメリカ合衆国）
- 26日
  - 大いなる決闘 （ アメリカ合衆国）
  - キャッシュ （ アメリカ合衆国）
  - クラッシュ! （ アメリカ合衆国）
  - ザッツ・エンタテインメント PART2 （ アメリカ合衆国）
  - 北陸代理戦争 （ 日本）

### 3月
- 5日
  - キャリー （ アメリカ合衆国）
- 12日
  - 戦争のはらわた （ イギリス /  西ドイツ）
  - ピンク・パンサー3 （ アメリカ合衆国）
- 15日
  - 日本人のへそ （ 日本）
- 19日
  - 嗚呼!!花の応援団 男涙の親衛隊 （ 日本）
  - グレートハンティング2 （ イタリア）
  - 東映まんがまつり
    - 一休さん ちえくらべ （ 日本）
    - ジャイアンツのこども野球教室 （ 日本）
    - 世界名作童話 白鳥の王子 （ 日本）
    - 大鉄人17 （ 日本）
    - 超電磁ロボ コン・バトラーV （ 日本）
    - ドカベン （ 日本）

  - 東宝チャンピオンまつり
    - 円盤戦争バンキッド （ 日本）
    - キングコング対ゴジラ （ 日本）
    - 巨人軍物語 進め!!栄光へ （ 日本）
    - まんが日本昔ばなし 桃太郎 （ 日本）
    - ヤッターマン （ 日本）

  - パニック・イン・スタジアム （ アメリカ合衆国）
  - 野球狂の詩 （ 日本）
  - ローマに散る （ イタリア）
- 26日
  - あしたの火花 （ 日本）
  - シンデレラ （ イギリス）
  - スター誕生 （ アメリカ合衆国）
  - 空飛ぶ十字剣 （ 台湾）
  - はだしのゲン 涙の爆発 （ 日本）
  - マラソンマン （ アメリカ合衆国）

### 4月
- 2日
  - 悪魔の手毬唄 （ 日本）
  - カリブの嵐 （ アメリカ合衆国）
- 8日
  - 女獄門帖 引き裂かれた尼僧 （ 日本）
  - 新宿酔いどれ番地 人斬り鉄 （ 日本）
- 16日
  - シャーロック・ホームズの素敵な挑戦 （ アメリカ合衆国 /  イギリス）
  - ロッキー （ アメリカ合衆国）
- 23日
  - 愛の妖精 アニーベル （ イタリア）
  - アンディ・ウォーホルのBAD （ アメリカ合衆国）
  - 家 （ アメリカ合衆国）
  - エアポート'77/バミューダからの脱出 （ アメリカ合衆国）
  - 壇の浦夜枕合戦記 （ 日本）
  - 友よ静かに死ね （ フランス /  イタリア）
- 29日
  - 恐竜・怪鳥の伝説 （ 日本）
  - 恋人岬 （ 日本）
  - 青年の樹 （ 日本）
  - 大陸横断超特急 （ アメリカ合衆国）
  - ドカベン （ 日本）
  - 突然、嵐のように （ 日本）
  - 熱愛 （ スペイン）
  - 星の国から来た仲間 （ アメリカ合衆国）
  - 若い人 （ 日本）

### 5月
- 14日
  - 空手バカ一代 （ 日本）
  - 華麗な関係 （ フランス）
  - ザ・チャイルド （ スペイン）
  - ドッグ （ アメリカ合衆国）
- 15日
  - 僕は天使ぢゃないよ （ 日本）
- 21日
  - 愛よもう一度 （ フランス）
  - 雨のめぐり逢い （ 日本）
  - スクワーム （ アメリカ合衆国）
  - 中山あい子「未亡人学校」より 濡れて泣く （ 日本）
  - 悲愁物語 （ 日本）
  - 横須賀男狩り 少女・悦楽 （ 日本）
- 28日
  - 愛のメダリスト （ アメリカ合衆国）
  - 俺の空 （ 日本）
  - 日本の仁義 （ 日本）
  - 白熱 （ 日本）
  - ビッグ・マグナム77 （ イタリア /  パナマ）

### 6月
- 4日
  - 八甲田山 （ 日本）
  - ビッグ・アメリカン （ アメリカ合衆国）
- 11日
  - デス・レース2000年 （ アメリカ合衆国）
  - テンタクルズ （ イタリア）
  - バニシング （ イタリア）
  - ゼブラ軍団 （ アメリカ合衆国）
- 18日
  - 犬神の悪霊 （ 日本）
  - 江戸川乱歩の陰獣 （ 日本）
  - 新・女囚さそり 特殊房X （ 日本）
  - ビリー・ジョー 愛のかけ橋 （ アメリカ合衆国）
- 25日
  - サスペリア （ イタリア）

### 7月
- 2日
  - 遠すぎた橋 （ イギリス /  フランス）
  - ドーベルマン刑事 （ 日本）
- 9日
  - 狼たちの影 （ アメリカ合衆国 /  イギリス /  イタリア）
  - 実録不良少女 姦 （ 日本）
- 16日
  - 愛情の設計 （ 日本）
  - エクソシスト2（ アメリカ合衆国）
  - 季節風 （ 日本）
  - ジェット・ローラー・コースター （ アメリカ合衆国）
- 17日
  - 東映まんがまつり
    - あらいぐまラスカル （ 日本）
    - キャンディ・キャンディ （ 日本）
    - ジャッカー電撃隊 （ 日本）
    - 世界名作童話 せむしの仔馬 （ 日本）
    - 大鉄人17 空中戦艦 （ 日本）
    - ドカベン 甲子園への道 （ 日本）
    - 惑星ロボ ダンガードA対昆虫ロボット軍団 （ 日本）
- 23日
  - ザ・ディープ （ アメリカ合衆国）
  - 白い家の少女 （ アメリカ合衆国 /  カナダ/  フランス）
  - ベンジーの愛 （ アメリカ合衆国）
- 30日
  - 泥だらけの純情 （ 日本）
  - HOUSE （ 日本）

### 8月
- 6日
  - 宇宙戦艦ヤマト （ 日本）
  - 男はつらいよ 寅次郎と殿様 （ 日本）
  - サーキットの狼 （ 日本）
  - トラック野郎・度胸一番星 （ 日本）
  - 坊っちゃん （ 日本）
- 13日
  - ザ・カー （ アメリカ合衆国）
  - ニューヨーク・ニューヨーク （ アメリカ合衆国）
  - 鷲は舞いおりた（ アメリカ合衆国）
- 20日
  - ウディ・ガスリー/わが心のふるさと （ アメリカ合衆国）
- 27日
  - 獄門島 （ 日本）
  - さすらいの航海 （ アメリカ合衆国）

### 9月
- 3日
  - ビューティフルフレンズ （ アメリカ合衆国）
- 10日
  - 極底探険船ポーラーボーラ （ 日本 /  アメリカ合衆国）
  - シビルの部屋 （ フランス /  西ドイツ）
  - 世界が燃えつきる日 （ アメリカ合衆国）
- 11日
  - 遠い一本の道 （ 日本）
- 15日
  - ゴルゴ13 九竜の首 （ 日本 /  イギリス領香港 /  タイ）
- 17日
  - オードリー・ローズ （ アメリカ合衆国）
  - カー・ウォッシュ （ アメリカ合衆国）
  - 新宿馬鹿物語 （ 日本）
- 23日
  - パリの灯は遠く （ フランス /  イタリア）

### 10月
- 1日
  - 幸福の黄色いハンカチ （ 日本）
- 8日
  - 人間の証明 （ 日本）
- 22日
- アリ/ザ・グレーテスト （ アメリカ合衆国 /  イギリス）
- トランザム7000 （ アメリカ合衆国）
- 29日
  - おかしな泥棒 ディック&ジェーン （ アメリカ合衆国）
  - 姿三四郎 （ 日本）
  - スラップ・ショット （ アメリカ合衆国）
  - 日本の首領 野望篇 ( 日本)
  - 八つ墓村 （ 日本）

### 11月
- 3日
  - 新シャーロック・ホームズ おかしな弟の大冒険（ アメリカ合衆国 /  イギリス）
  - 追悼のメロディ （ フランス）
- 9日
  - ランナウェイ （ アメリカ合衆国
- 12日
  - 限りなく愛に燃えて （ フランス）
  - ビッグ・ボス （ アメリカ合衆国）
- 19日
  - ドラム （ アメリカ合衆国）
- 26日
  - アウトローブルース （ アメリカ合衆国）
  - ギデオン （ イギリス /  アメリカ合衆国）
  - 瞳の中の訪問者 （ 日本）
  - 昌子・淳子・百恵 涙の卒業式〜出発〜 （ 日本）

### 12月
- 1日
  - 新巨人の星 （ 日本）
- 10日
  - 風に向かって走れ （ アメリカ合衆国）
  - 007 私を愛したスパイ （ イギリス /  アメリカ合衆国）
- 17日
  - カプリコン・1 （ イギリス /  アメリカ合衆国）
  - ガントレット （ アメリカ合衆国）
  - 霧の旗 （ 日本）
  - 放浪紳士チャーリー （ アメリカ合衆国）
  - 惑星大戦争 （ 日本）
- 24日
  - こちら葛飾区亀有公園前派出所 （ 日本）
  - さよならエマニエル夫人 （ フランス）
  - 続・恐竜の島 （ イギリス /  アメリカ合衆国）
  - トラック野郎・男一匹桃次郎 （ 日本）
- 27日
  - オルカ （ アメリカ合衆国）
- 29日
  - 男はつらいよ 寅次郎頑張れ! （ 日本）
  - ワニと鸚鵡とオットセイ （ 日本）